# Sa’ibijja
Sa’ibijja (arab. صعيبية) – wieś w Syrii, w muhafazie Aleppo, w dystrykcie Dżabal Siman. W 2004 roku liczyła 561 mieszkańców.